# Renata Kokowska
Renata Pyrr-Kokowska (née le 4 décembre 1958 à Głubczyn) est une athlète polonaise spécialiste des épreuves fond, notamment du marathon.

## Carrière
Renata Kokowska remporte le Marathon de Berlin à trois reprises, en 1988, 1991 et 1993, et le Marathon d'Amsterdam en 1990.

### Records
| Épreuve       | Performance     | Lieu   | Date |
| ------------- | --------------- | ------ | ---- |
| 800 mètres    | 2 min 06 s 5    |        | 1978 |
| 1 000 mètres  | 2 min 41 s 7    |        | 1987 |
| 1 500 mètres  | 4 min 13 s 91   |        | 1984 |
| 3 000 mètres  | 9 min 00 s 24   |        | 1986 |
| 5 000 mètres  | 15 min 56 s 19  |        | 1986 |
| 10 000 mètres | 33 min 00 s 60  |        | 1987 |
| Marathon      | 2 h 26 min 20 s | Berlin | 1993 |